# Grímsstaðir
Grímsstaðir es una localidad situada en el municipio de Norðurþing de la región de Norðurland Eystra, al noreste de Islandia. 

## Temperatura
Allí se registró el récord de la temperatura más bajas registradas de la isla, lo cual se explica porque a su altura de 400 m s. n. m. se suma que se encuentra entre dos Tierras Altas, con 800 metros o más. Uno de los récords se registró el 8 de diciembre de 2013, cuando el termómetro registró -24,2 °C. El récord histórico lo comparte con Möðrudalur y se registró el 22 de enero de 1918, cuando ambas registraron -38 °C.

## Transporte
Se encuentra muy cerca de la Hringvegur (el principal anillo vial de la isla), donde cruza el río Jökulsá á Fjöllum, a unos 37 kilómetros del lago Mývatn. El puente se construyó en 1947. Antes, se usaba un transbordador. También tiene una pista de aterrizaje, que comparte con otras localidades de la zona. En verano, es una parada de los buses que cubren la ruta entre Akureyri y Egilsstaðir.

## Turismo
En la actualidad existen instalaciones turísticas.